# Rosarium w Parku Śląskim
Rosarium w Parku Śląskim (Ogród Różany) – największy w Polsce (i jeden z największych w Europie) różany ogród o powierzchni około 7 ha znajdujący się w Parku Śląskim (dawny Wojewódzki Park Kultury i Wypoczynku) na terenie Chorzowa.

## Historia
Inicjatywa utworzenia w WPKiW różanego ogrodu wyszła w 1964 roku od Polskiego Towarzystwa Miłośników Róż. Projekt opracowano w Szkole Głównej Gospodarstwa Wiejskiego w Warszawie, kierował nim główny projektant parku, Władysław Niemirski. W 1965 roku zakończono roboty ziemne. Jesienią 1966 roku wykonano główną część nasadzeń. Otwarcie Rosarium nastąpiło 24 czerwca 1968 roku równocześnie z otwarciem pierwszej Międzynarodowej Wystawy Róż. W latach 2005–2007 dzięki dotacji z Wojewódzkiego Funduszu Ochrony Środowiska i Gospodarki Wodnej wymieniono wszystkie krzewy róż oraz nawieziono nową ziemię. Oryginalne założenie ogrodu zostało jednak zachowane i nadal jest czytelne.

## Architektura i flora
Ogród różany ma swój własny styl: nie jest wzorowany na najpopularniejszych ogrodach niemieckich czy angielskich. Rosarium składa się z wielu dużych modułów mających kształt plastra miodu. Każdy kwietnik dzieli się na komórki o powierzchni 7,5 m². W całym ogrodzie są 374 takie komórki. Ponadto na owym terenie znajdują się także rabaty w kształcie soczewek. 
Ogółem posadzonych jest około 30 tysięcy krzewów w ponad 300 odmianach. Kolekcja obejmuje głównie róże wielokwiatowe, parkowe, pnące oraz rabatowe. Wybrane odmiany róż (stan na lata 2003–2004): Anna Maria, Golden Medalion, Kronenbourg, Monica, Troika, Venrosa.
Oprócz róż na terenie rosarium znajdują się drzewa w postaci klombów i soliterów, formowane żywopłoty z cisów, żywotników, berberysu i ligustru, mały staw oraz wydłużone betonowe baseny – oczka wodne z nenufarami. Na terenie rosarium znajduje się ponadto ławeczka Karolinki i Karlika.

## Galeria

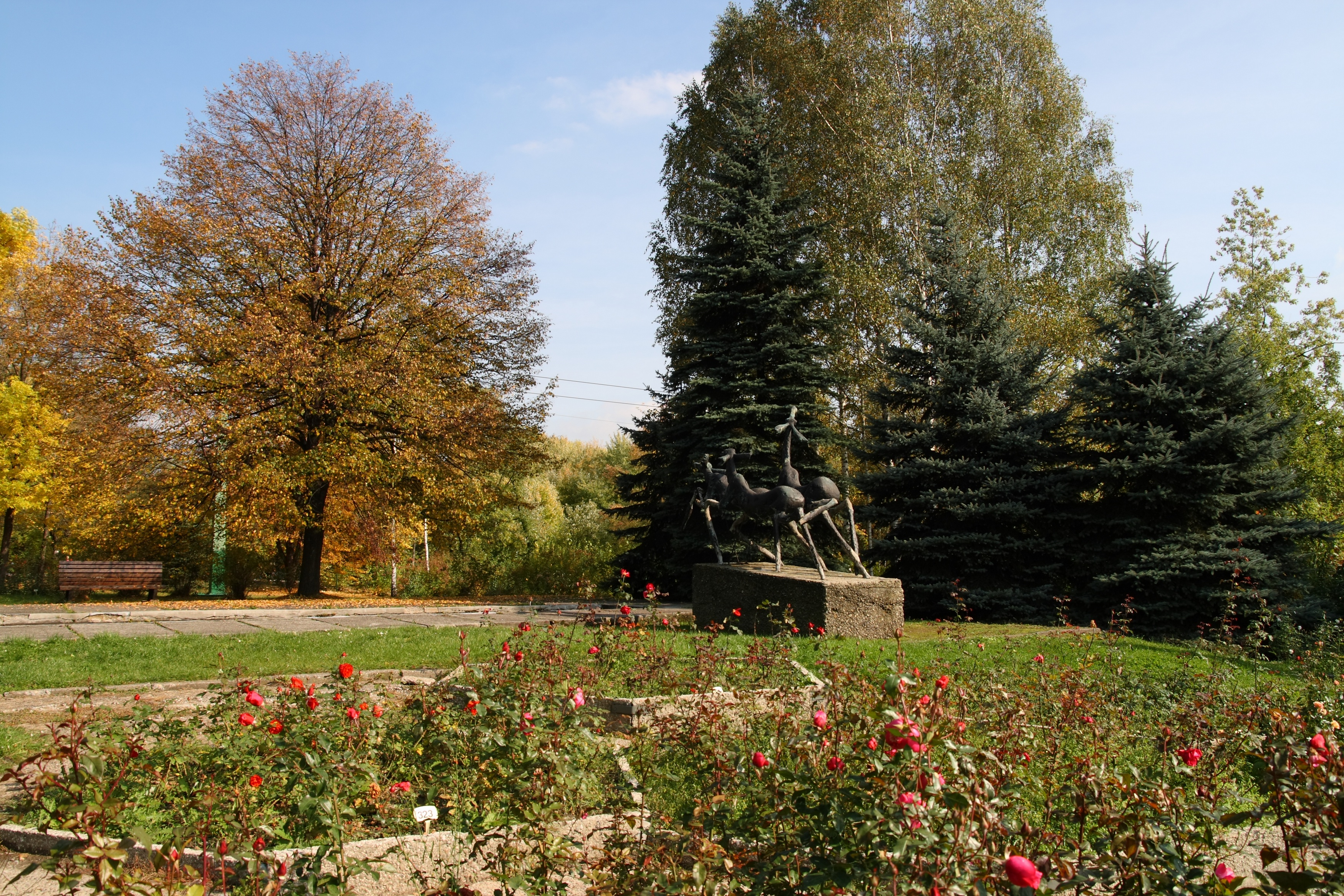
Rzeźba Łanie (lub Gazele) autorstwa Anny Dębskiej (2008)
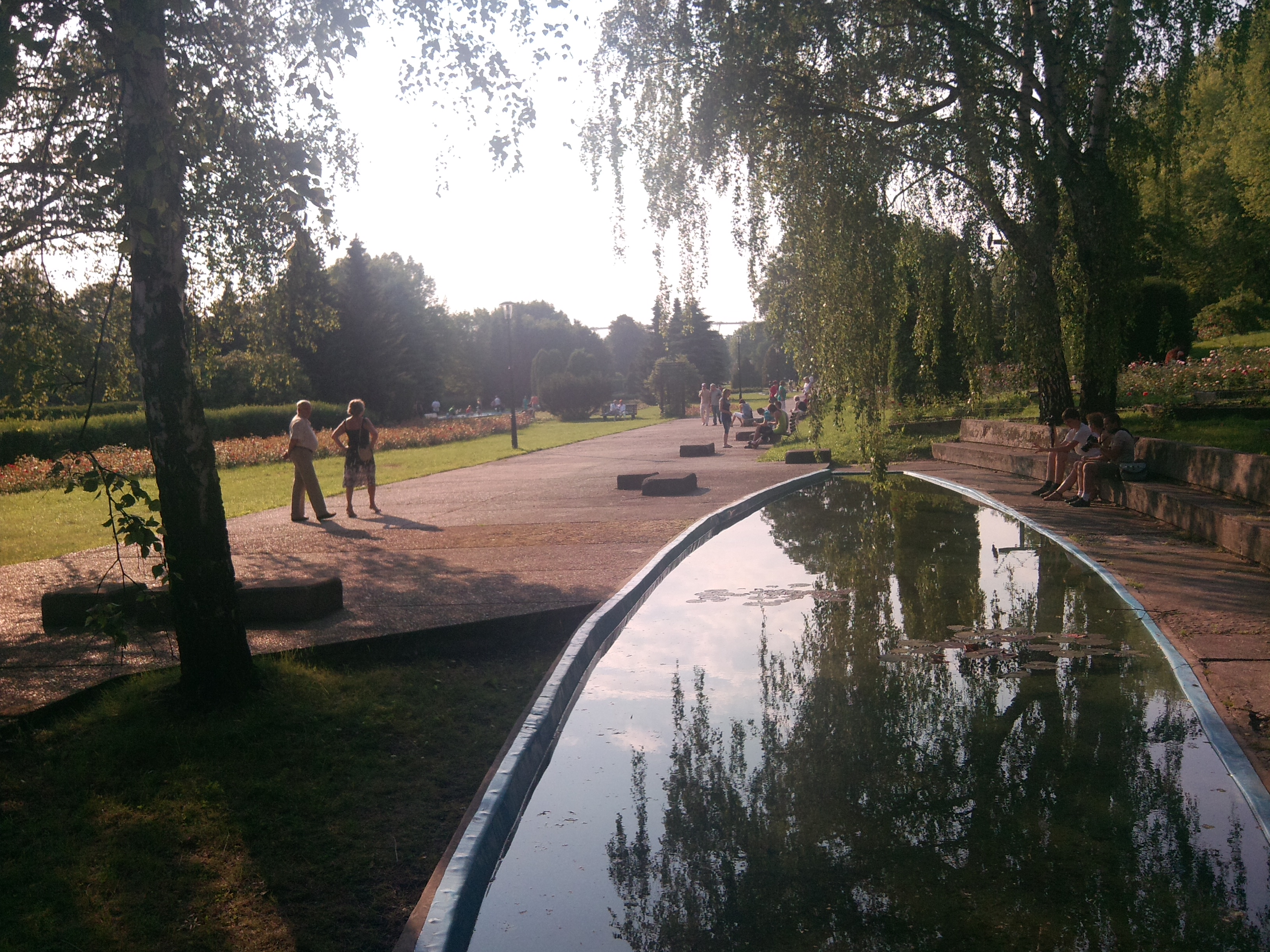
Betonowe oczko wodne (2012)
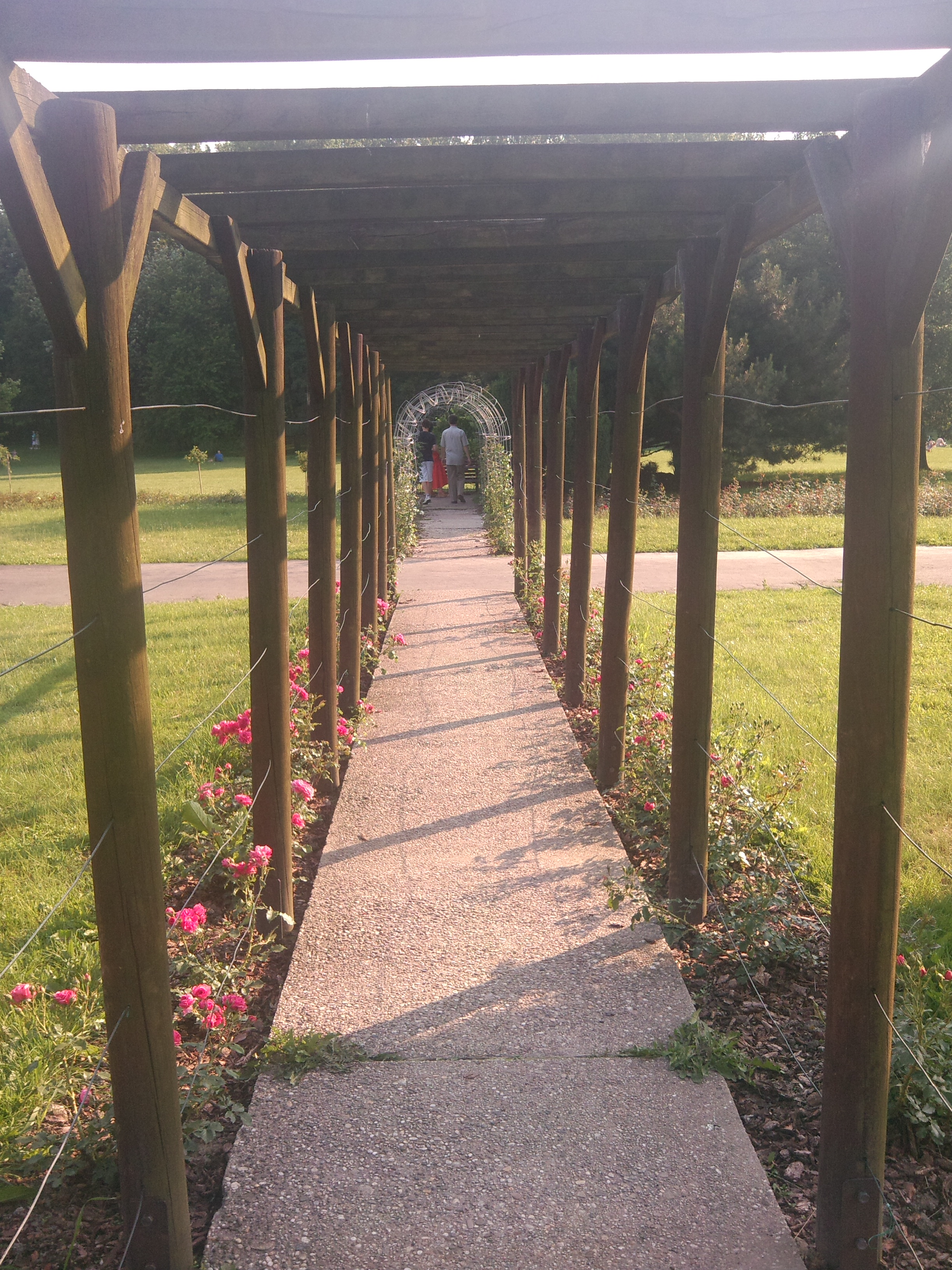
Pergola (2012)
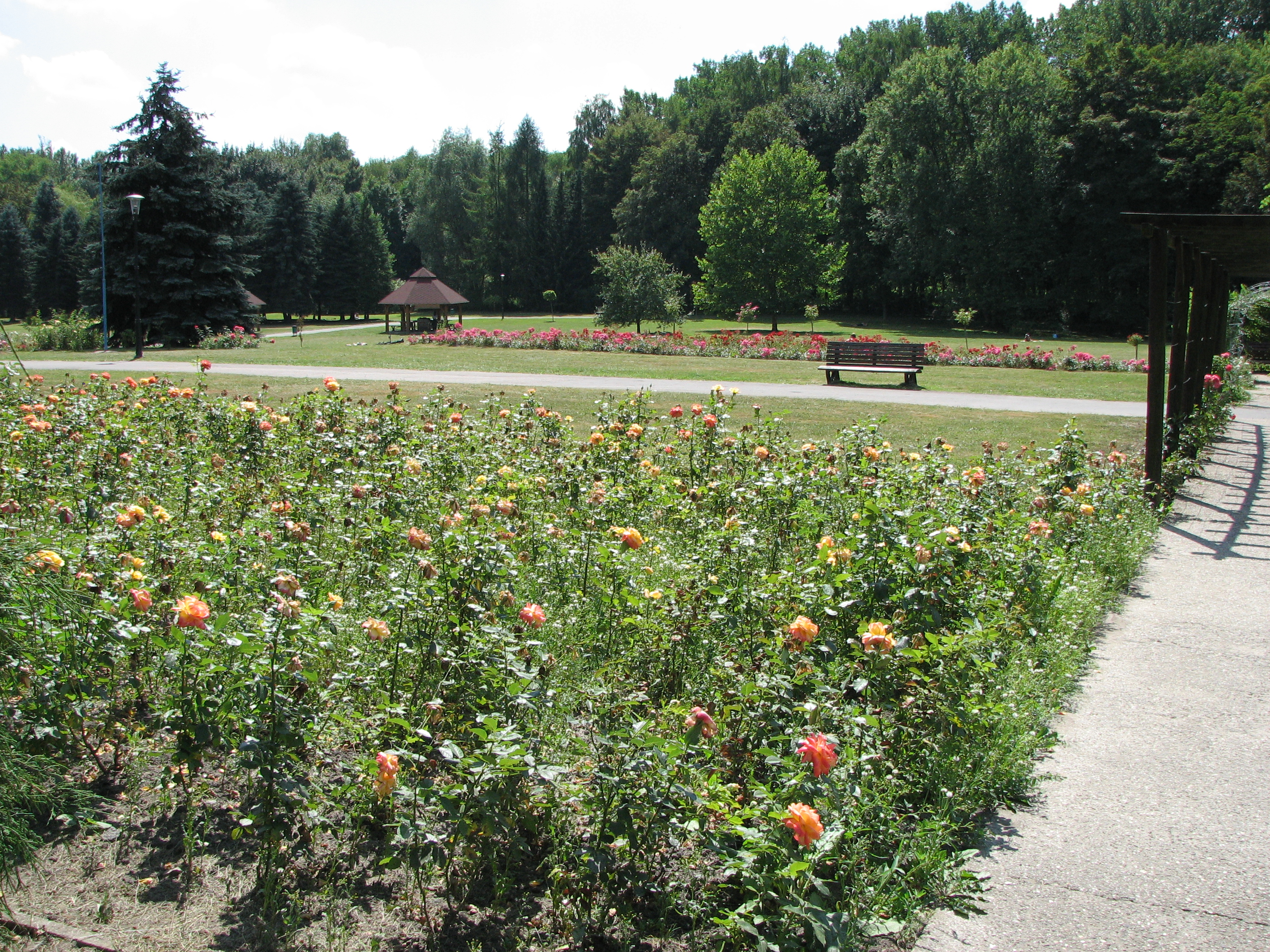
Nasadzenia róż w pobliżu pergoli (2013)
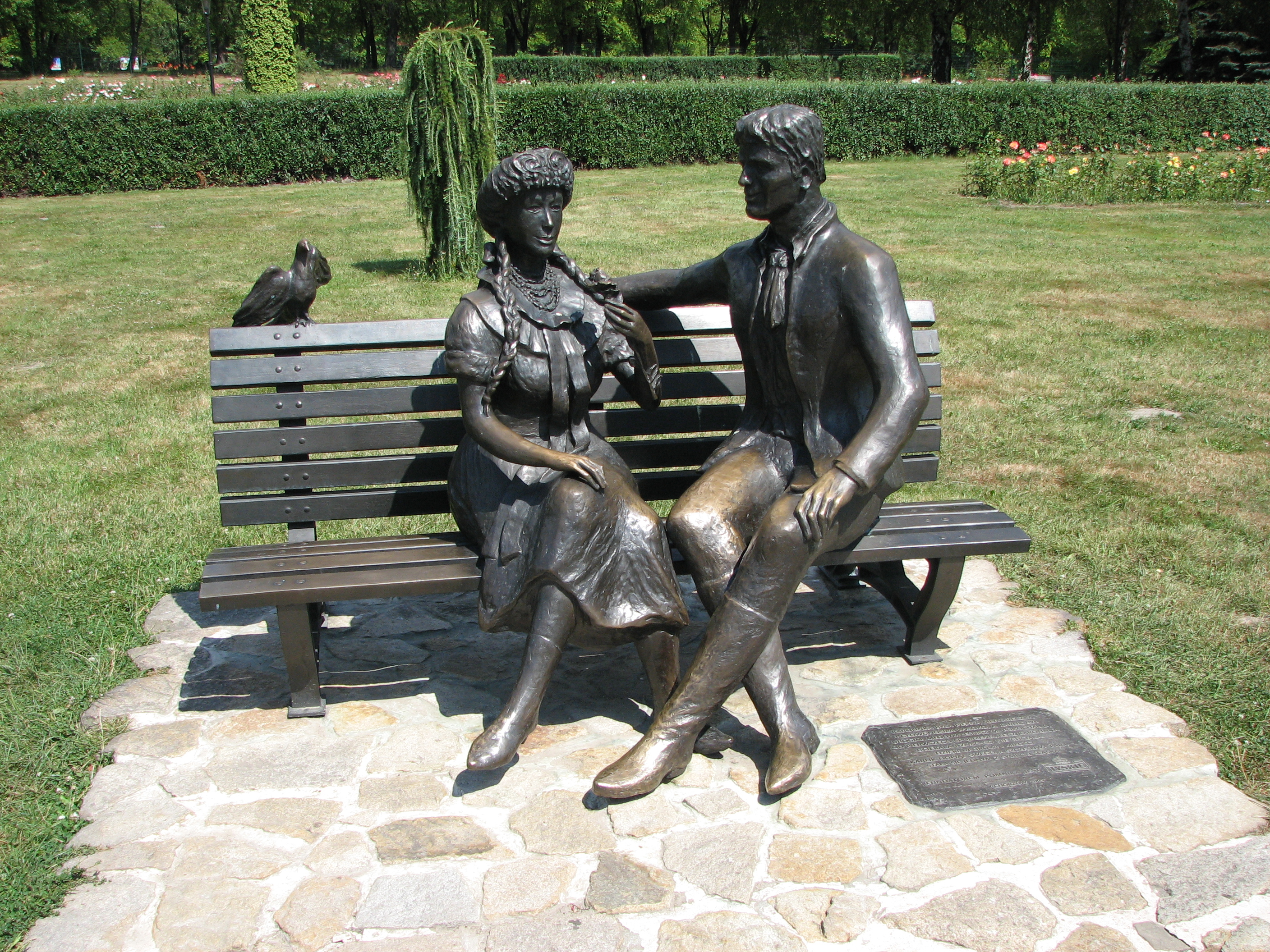
Ławeczka Karolinki i Karlika (2013)